# Bicyclus jacksoni
Bicyclus jacksoni är en fjärilsart som beskrevs av Condamin 1961. Bicyclus jacksoni ingår i släktet Bicyclus och familjen praktfjärilar. Inga underarter finns listade i Catalogue of Life.